# Юхары-Геленхур
Юхары Калунхур (азерб. Yuxarı Qələnxur, лезг. Вани Калунхуьр) — село в Гусарском районе Азербайджана.

## Население
По итогам переписи населения 2016 года в селе насчитывалось 588 жителей и 190 домов. Однако на постоянной основе селе проживает 1/3 этого населения из-за проблемы постоянного оттока населения в крупные города главным образом в Баку и города России.
Национальный состав целиком сложен лезгинами, которые исповедуют ислам суннитского толка.